# Шпрингштилле
Шпрингштилле (нем. Springstille) — община в Германии, в земле Тюрингия. 
Входит в состав района Шмалькальден-Майнинген. Подчиняется управлению Хазельгрунд.  Население составляет 583 человека (на 31 декабря 2010 года). Занимает площадь 7,08 км².